# Гайлиш, Евгений Антонович
Евге́ний Анто́нович Га́йлиш (1914—1980) — советский организатор производства высококачественного радиооборудования.

## Биография
В 1931 году окончил в среднюю школу.
Учёбу продолжил в ЛПИ имени М. И. Калинина, на физико-механическом факультете.
Будучи студентом, работал с 1935 года в лаборатории радиоматериалов, где разработал метод расчета антенных изоляторов, нашедший практическое применение.
С 1936 году, после окончания института, работал лаборантом, конструктором, начальником лаборатории в научно-исследовательском институте. В 1942 году назначен главным инженером предприятия, созданного на базе НИИ — Государственный союзный завод № 436 (Завод радиотехнических полуфабрикатов № 436). Руководил созданием элементов для портативного приемопередатчика «Север», который в годы блокады Ленинграда выпускался заводом имени Козицкого. В 1945 году вступил в ВКП(б).
В послевоенное время работал главным инженером и зам. генерального директора по науке НИИ-34 (в настоящее время — АО НИИ «Гириконд»). Основное направление деятельности института: разработка материалов и деталей для радиотехнической и радиолокационной аппаратуры. Выполнил ряд теоретических исследований, имеющих большое значение для развития отечественного приборостроения.
С 1975 года работал в ЛЭТИ имени В. И. Ленина, руководил кафедрой «Конструирование и технологии изготовления радиодеталей». Защитил докторскую диссертацию.

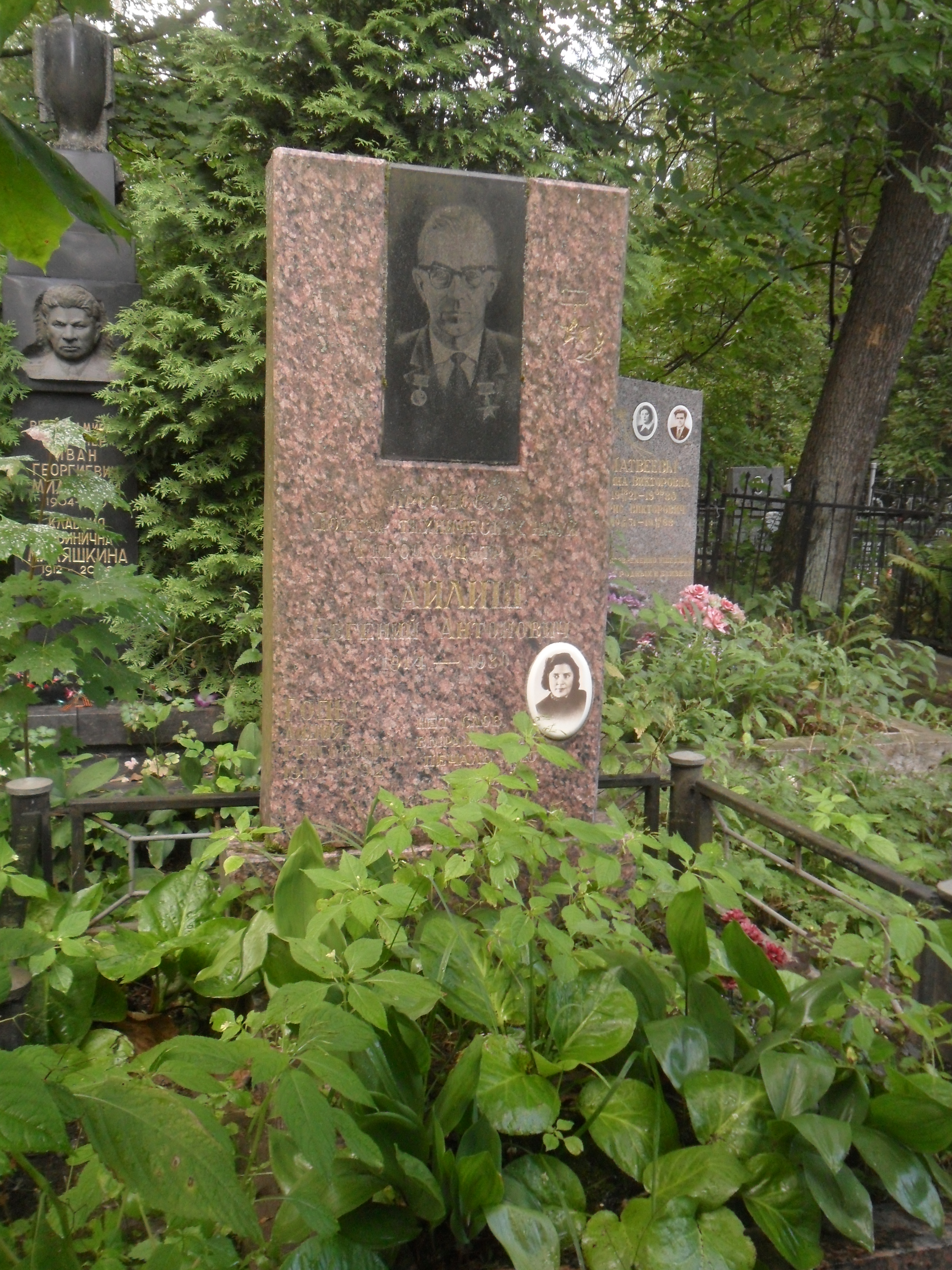
Могила Гайлиша на Серафимовском кладбище Санкт-Петербурга.

Умер 23 июня 1980 года. Похоронен в Ленинграде на Серафимовском кладбище.

## Награды и премии
- Герой Социалистического Труда (17 июня 1961 года) — за выдающиеся заслуги в создании образцов ракетной техники и обеспечении успешного полета человека в космическое пространство
- орден Ленина (17.6.1961)
- орден Октябрьской революции (26.4.1971)
- два ордена Трудового Красного Знамени (26.6.1959; 29.3.1976)
- два ордена «Знак Почёта» (6.12.1949; 2.8.1952)
- медали
- Сталинская премия третьей степени (1949) — за организацию производства высококачественного радиооборудования[1]